# Chelsea FC (rezerva a akademie)
Rezerva Chelsea FC je výběr hráčů Chelsea FC do 21 let. Rezerva hraje ligovou sezónu v Premier League do 21 let, což je nejvyšší liga v Anglii pro tuto věkovou kategorii. Někteří hráči z rezervy pravidelně trénují s A–týmem a naopak, hráči A–týmu se zde obvykle zotavují ze zranění. Trenérem je Adi Viveash.

Akademie Chelsea FC je výběr hráčů Chelsea FC do 18 let. Akademie působí v Premier League do 18 let a v FA Youth Cupu. Akademie je hodnocená jako jedna z nejlepších v Anglii. Trenérem je Joe Edwards.
Výběr U21 hraje zápasy na Aldershot Recreation Ground, stadionu Aldershot Town. Výběr do 18 let v Cobham Training Centre. Pro velké zápasy využívají oba týmy Stamford Bridge.

## Sestava U21
Aktuální k datu: 3. březen 2016
| Číslo |         | Pozice | Hráč                  |
| ----- | ------- | ------ | --------------------- |
| —     | Anglie  | B      | Mitchell Beeney       |
| —     | Anglie  | B      | Bradley Collins       |
| —     | Anglie  | O      | Fankaty Dabo          |
| —     | Anglie  | O      | Dion Conroy           |
| —     | Kanada  | O      | Fikayo Tomori         |
| —     | Skotsko | O      | Alex Davey            |
| —     | Švédsko | O      | Ali Suljić            |
| —     | Anglie  | O      | Kevin Wright          |
| —     | Anglie  | O      | Jay Dasilva           |
| —     | USA     | Z      | Kyle Scott            |
| —     | Anglie  | Z      | Isaac Christie-Davies |
| —     | Skotsko | Z      | Ruben Sammut          |

| Číslo |           | Pozice | Hráč              |
| ----- | --------- | ------ | ----------------- |
| —     | Anglie    | Z      | Mukhtar Ali       |
| —     | Anglie    | Z      | Kasey Palmer      |
| —     | Belgie    | Z      | Tika Musonda      |
| —     | Anglie    | Z      | Jordan Houghton   |
| —     | Anglie    | Z      | Charlie Colkett   |
| —     | Anglie    | Z      | Charlie Wakefield |
| —     | Švýcarsko | Z      | Miro Muheim       |
| —     | Ekvádor   | Z      | Josimar Quintero  |
| —     | Anglie    | Ú      | Reece Mitchell    |
| —     | Anglie    | Ú      | Tammy Abraham     |
| —     | Anglie    | Ú      | Alex Kiwomya      |
| —     | Skotsko   | Ú      | Islam Feruz       |

## Sestava U18
Aktuální k datu: 3. březen 2016
| Číslo |          | Pozice | Hráč               |
| ----- | -------- | ------ | ------------------ |
| —     | Anglie   | B      | Jared Thompson     |
| —     | Anglie   | B      | Nathan Baxter      |
| —     | Anglie   | O      | Richard Nartey     |
| —     | Anglie   | O      | Trevoh Chalobah    |
| —     | Kanada   | O      | Fikayo Tomori      |
| —     | Švédsko  | O      | Joseph Colley      |
| —     | Wales    | O      | Cole Dasilva       |
| —     | Anglie   | O      | Jake Clarke-Salter |
| —     | Švédsko  | O      | Ali Suljic         |
| —     | Anglie   | O      | Josh Grant         |
| —     | Somálsko | Z      | Mukhtar Ali        |
| —     | Anglie   | Z      | Luke McCormick     |

| Číslo |           | Pozice | Hráč                  |
| ----- | --------- | ------ | --------------------- |
| —     | Anglie    | Z      | Isaac Christie-Davies |
| —     | Anglie    | Z      | Kyle Scott            |
| —     | Anglie    | Z      | Mason Mount           |
| —     | Anglie    | Z      | Jacob Maddox          |
| —     | Anglie    | Z      | Ruben Sammut          |
| —     | Bahrajn   | Ú      | Faiq Bolkiah          |
| —     | Anglie    | Ú      | Harvey St Clair       |
| —     | Anglie    | Ú      | Charlie Wakefield     |
| —     | Švýcarsko | Ú      | Miro Muheim           |
| —     | Anglie    | Ú      | Tammy Abraham         |
| —     | Anglie    | Ú      | Malakai Hinckson-Mars |
| —     | Anglie    | Ú      | Iké Ugbo              |

## Mladý hráč roku
Zdroj: chelseafc.com
| Rok  | Vítěz                   |
| ---- | ----------------------- |
| 1983 | Keith Dublin            |
| 1984 | Robert Isaac            |
| 1985 | Gareth Hall             |
| 1986 | Mick Bodley             |
| 1987 | Jason Cundy             |
| 1988 | Eddie Cunnington        |
| 1989 | ----- Bez ocenění ----- |
| 1990 | ----- Bez ocenění ----- |
| 1991 | Andy Myers              |
| 1992 | Zeke Rowe               |
| 1993 | Neil Shipperley         |
| 1994 | Mark Nicholls           |
| 1995 | Chris McCann            |
| 1996 | Jody Morris             |
| 1997 | Nick Crittenden         |
| 1998 | John Terry              |
| 1999 | Samuele Dalla Bona      |

| Rok  | Vítěz             |
| ---- | ----------------- |
| 2000 | Rhys Evans        |
| 2001 | Leon Knight       |
| 2002 | Carlton Cole      |
| 2003 | Robert Huth       |
| 2004 | Robert Huth       |
| 2005 | Robert Huth       |
| 2006 | Lassana Diarra    |
| 2007 | John Obi Mikel    |
| 2008 | Tým U18           |
| 2009 | Michael Mancienne |
| 2010 | Tým U18           |
| 2011 | Josh McEachran    |
| 2012 | Lucas Piazón      |
| 2013 | Nathan Aké        |
| 2014 | Lewis Baker       |
| 2015 | Kurt Zouma        |

## Hráč roku Akademie
| Rok  | Vítěz           |
| ---- | --------------- |
| 2015 | Dominic Solanke |

## Úspěchy

### Rezerva
- Premier League U21 ( 1× )
  - 2013/14
- The Football Combination ( 11× )
  - 1948/49, 1954/55, 1957/58, 1959/60, 1960/61, 1964/65, 1974/75, 1976/77, 1984/85, 1990/91, 1993/94
- Premier Reserve League – národní mistr ( 1× )
  - 2010/11
- Premier Reserve League – jižní mistr ( 1× )
  - 2010/11
- London Challenge Cup ( 5× )
  - 1919/20, 1926/27, 1949/50, 1959/60, 1960/61

### Akademie
- Juniorská liga UEFA ( 1× )
  - 2014/15
- FA Youth Cup ( 6× )
  - 1960, 1961, 2010, 2012, 2014, 2015
- Junior Northern Ireland Youth Soccer Tournament (U14) ( 1× )
  - 2010